# Brocourt-en-Argonne
Brocourt-en-Argonne je francouzská obec v departementu Meuse v regionu Grand Est. Žije zde 46 obyvatel.

## Poloha obce

### Sousední obce
| Růžice kompasu | Brabant-en-Argonne  | Dombasle-en-Argonne | Jouy-en-Argonne       | Růžice kompasu |
| Růžice kompasu |                     | Sever               | Nixéville-Blercourt   | Růžice kompasu |
| Růžice kompasu | Brocourt-en-Argonne |                     | Nixéville-Blercourt   | Růžice kompasu |
| Růžice kompasu | Jih                 |                     | Nixéville-Blercourt   | Růžice kompasu |
| Růžice kompasu |                     | Clermont-en-Argonne | Les Souhesmes-Rampont | Růžice kompasu |